# 里見八犬伝 (鈴木哲也)
『里見八犬伝』（さとみはっけんでん）は、滝沢馬琴の小説『南総里見八犬伝』をもとにした舞台作品。日本テレビ製作、深作健太演出、鈴木哲也脚本で、2012年11月に初演された。深作健太の父である深作欣二の監督による映画『里見八犬伝』（1983年）とは異なり、原作通り犬塚信乃が主役となっているが、犬山道節とゝ大法師が父子などオリジナルの要素も多く含まれる。

## 上演記録
2012年（初演）
- 東京公演：新国立劇場中劇場（2012年11月16日 - 26日）
- 大阪公演：NHK大阪ホール（2012年11月29日・30日）

2014年
- 東京公演：新国立劇場中劇場（2014年10月31日 - 11月17日）
- 大阪公演：イオン化粧品シアターBRAVA!（2014年11月21日 - 23日）
- 高松公演：アルファあなぶきホール 大ホール（2014年11月26日）
- 北九州公演：北九州ソレイユホール（2014年11月28日）
- 館山公演：千葉県南総文化ホール 大ホール（2014年12月6日）

2017年
- 館山公演：千葉県南総文化ホール 大ホール（2017年4月15日・16日）
- 東京公演：文京シビックホール 大ホール（2017年4月18日 - 24日）
- 大阪公演：梅田芸術劇場メインホール（2017年4月28日 - 30日）
- 高松公演：レクザムホール（2017年5月3日）
- 高知公演：高知県立県民文化ホール（2017年5月5日）
- 長崎公演：長崎ブリックホール（2017年5月7日）
- 福岡公演：福岡サンパレス（2017年5月10日）
- 金沢公演：本多の森ホール（2017年5月13日）
- 広島公演：広島文化学園HBGホール（2017年5月16日）
- 愛知公演：刈谷市総合文化センター アイリス大ホール（2017年5月19日 - 21日）
- 青森公演：リンクステーションホール青森（2017年5月24日）
- 仙台公演：東京エレクトロンホール宮城（2017年5月27日）
- 東京凱旋公演：新宿文化センター 大ホール（2017年5月30日・31日）

2019年
- 館山公演：千葉県南総文化ホール 大ホール（2019年10月14日、令和元年東日本台風（台風19号）の影響で中止）
- 東京公演：なかのZERO 大ホール（2019年10月17日 - 10月21日）
- 大阪公演：梅田芸術劇場メインホール（2019年11月2日 - 3日）
- 福岡公演：福岡サンパレス（2019年11月12日）
- 愛知公演：名古屋文理大学文化フォーラム 大ホール（2019年11月23日 - 24日）
- 東京公演：明治座 （2019年11月30日 - 12月8日）

## キャスト
| 役名                   | 2012年     | 2014年   | 2017年     | 2019年     |
| ---------------------- | ---------- | -------- | ---------- | ---------- |
| 犬塚 信乃 戌孝         | 西島隆弘   | 山﨑賢人 | 山﨑賢人   | 佐野勇斗   |
| 犬川 荘助 義任         | 渡部秀     | 村井良大 | 玉城裕規   | 松田凌     |
| 犬山 道節 忠與         | 加藤和樹   | 馬場良馬 | 青木玄徳   | 財木琢磨   |
| 犬飼 現八 信道         | 荒木宏文   | 石垣佑磨 | 荒井敦史   | 結木滉星   |
| 犬田 小文吾 悌順       | 村井良大   | 荒井敦史 | 和田雅成   | 岐洲匠     |
| 犬坂 毛野 胤智         | 矢崎広     | 玉城裕規 | 松島庄汰   | 塩野瑛久   |
| 犬村 大角 礼儀         | 市瀬秀和   | 丸山敦史 | 丸山敦史   | 上田堪大   |
| 犬江 親兵衛 仁         | 早乙女友貴 | 高杉真宙 | 西銘駿     | 神尾楓珠   |
| 網乾左母二郎           | 小澤雄太   | 猪塚健太 | 栗山航     | 町井祥真   |
| 房八（犬田小文吾の弟） | 高杉真宙   | 長江崚行 | 八百谷直斗 | 渡邉絃     |
| ぬい（犬田小文吾の妹） | 金子舞優名 | 野口真緒 | 川島鈴遥   | 日髙麻鈴   |
| 里見義実               | 真島公平   | 俊藤光利 | 俊藤光利   | 俊藤光利   |
| 悪四郎                 | 横山一敏   | 横山一敏 | 横山一敏   | 横山一敏   |
| ゝ大法師               | 山口馬木也 | 松田賢二 | 松田賢二   | 山口馬木也 |
| 浜路                   | 森田彩華   | 江田結香 | 青野楓     | 宮﨑香蓮   |
| 伏姫 ／玉梓            | 香寿たつき | 白石美帆 | 比嘉愛未   | 白羽ゆり   |

## スタッフ
- 演出：深作健太
- 脚本：鈴木哲也
- 音楽：天野正道
- 殺陣：諸鍛冶裕太
- 企画・製作：日本テレビ